# Bustrofédon

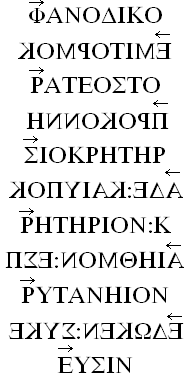
Exemplo de texto da Grécia Antiga escrito em Bustrofédon

O Bustrofédon (também se verificam as grafias grecizantes Bustrophedon ou Boustrophedon) é um antigo sistema de escrita, patente em manuscritos e inscrições da Antiguidade, onde a direcção da escrita, ao contrário dos modernos português e inglês (escritos da esquerda para a direita) ou árabe e hebraico (escritos da direita para a esquerda), alternava com cada linha. Os caracteres usados também eram espelhados nas linhas que corriam para a esquerda.
O nome deriva da palavra grega βουστροφηδόν, de βους («bous», boi) e στροφή («strophé», virar; cf. estrofe) e o sufixo adverbial -δόν, significando "como um" ou "ao modo de", pois este tipo de escrita recorda os trilhos abertos por um boi atrelado a um arado a trabalhar nas terras agrícolas, que ao chegar ao fim de um campo dá meia-volta e regressa para trás.
O alfabeto grego primitivamente usava este tipo de escrita (nos tempos micénicos), e assim também o alfabeto etrusco.